# Froberville
Froberville ist eine französische Gemeinde mit 1.157 Einwohnern (Stand: 1. Januar 2022) im Département Seine-Maritime in der Region Normandie. Sie gehört zum Arrondissement Le Havre und zum Kanton Fécamp. Die Einwohner werden Frobervillais genannt.

## Geographie
Froberville liegt im Pays de Caux etwa 28 Kilometer nordöstlich von Le Havre und etwa drei Kilometer südlich von der Alabasterküste zum Ärmelkanal. Umgeben wird Froberville von den Nachbargemeinden Saint-Léonard im Norden, Nordosten und Westen, Épreville im Osten und Südosten, Maniquerville und Gerville im Süden sowie Les Loges im Südwesten.

## Bevölkerungsentwicklung
| Jahr                      | 1962 | 1968 | 1975 | 1982 | 1990 | 1999 | 2006 | 2014 |
| Einwohner                 | 422  | 358  | 459  | 619  | 732  | 810  | 1039 | 1179 |
| Quelle: Cassini und INSEE |      |      |      |      |      |      |      |      |

## Sehenswürdigkeiten
- Kirche Sainte-Hélène aus dem 19. Jahrhundert
- Kapelle Saint-Éloi aus dem 14. Jahrhundert

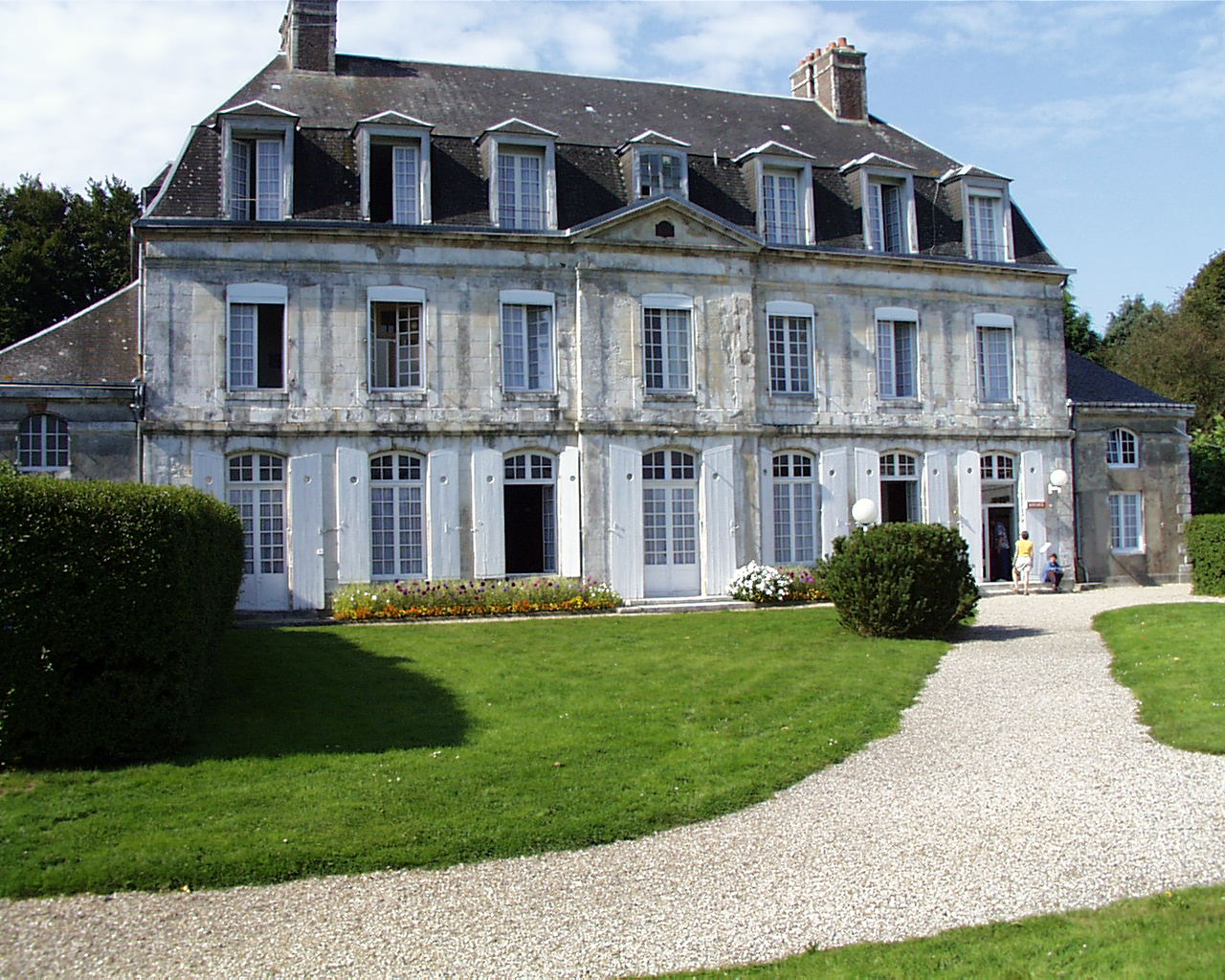
Schloss Hainneville

- Schloss Hainneville